# Jan Boner (1516–1562)
Jan Boner (ur. 1516, zm. 15 września 1562) – burgrabia krakowski
(1550), wielkorządca krakowski (1552), kasztelan oświęcimski (1546), kasztelan biecki (1555), kasztelan chełmski (1552), starosta rabsztyński i spiski.
Był synem Seweryna Bonera, bankiera królewskiego Bony Sforza i Zygmunta I Starego i burgrabiego krakowskiego, oraz Zofii Bethmanówny (zm. 1532). Miał brata Stanisława (1517–1560), siostrę Zofię – dziedziczkę fortuny, której majątek z ręką oddaną Janowi Firlejowi (1521-1574), późniejszemu sekretarzowi królewskiemu, trafił do Firlejów oraz dwóch braci przyrodnich Seweryna i Jakuba Fryderyka (zm. 1585). Odebrał staranne wykształcenie wysłany przez ojca w podróż po Europie odwiedził Francję, Rzym, Neapol, Norymbergę i Fryburg Bryzgowijski, zapoznał się z ideami i wyznawcami Jana Kalwina, sam zostając jego wyznawcą. Został przywódcą małopolskich kalwinów, na potrzeby zgromadzenia oddając ogród położony w Krakowie za Bramą Mikołajską.
Po śmierci Piotra Kmity w 1553 został jego następcą na stanowisku kapitana spiskiego. W 1552 uzyskał miejsce w Senacie Rzeczypospolitej. Rozbudował wybudowany przez ojca pałac w Balicach. Kamienicę Bonerowską wzbogacił o zachowaną do dziś renesansową attykę.
W 1549 poślubił Katarzynę Tęczyńską (zm. 1566) córkę kasztelana chełmskiego Jana Tęczyńskiego. Zmarł bezpotomnie, został pochowany rodowej kaplicy protestanckich Bonerów w kościele w Kromołowie (obecna dzielnica Zawiercia) koło Ogrodzieńca. Spoczywa w niej wraz z przyrodnimi braćmi Sewerynem i Jakubem Fryderykiem.